# Бегляров, Сурхай Махмуд оглы
Сурхай Махмуд оглы Бегляров (азерб. Surxay Mahmud oğlu Bəylərov; 7 ноября 1913, Джебраильский уезд — 29 сентября 1986, Физулинский район) — советский азербайджанский хлопковод, Герой Социалистического Труда (1948).

## Биография
Родился 7 ноября 1913 года в селе Ахмедалылар Джебраильского уезда Елизаветпольской губернии (ныне Физулинский район Азербайджана).
Участник Великой Отечественной войны.
С 1936 года колхозник, с 1944 года бригадир растениеводов колхоза «28 апреля». С 1951 года председатель Ахмедалыларского сельсовета. С 1954 года заместитель председателя колхоза, в 1958—1960 годах вновь председатель Ахмедалыларского сельсовета, с 1960 года агроном, с 1968 года председатель колхоза «28 апреля» Физулинского района. В 1947 году получил урожай хлопка 96,23 центнеров с гектара на площади 6 гектаров.
Указом Президиума Верховного Совета СССР от 10 марта 1948 года за получение в 1947 году высоких урожаев хлопка Беглярову Сурхаю Махмуд оглы присвоено звание Героя Социалистического Труда с вручением ордена Ленина и золотой медали «Серп и Молот».
Активно участвовал в общественной жизни Азербайджана. Член КПСС с 1954 года.
Скончался 29 сентября 1986 года в селе Ахмедалылар.